# Глобальная депозитарная расписка
Глобальная депозитарная расписка (англ. Global Depositary Receipt), ГДР (англ. GDR) — депозитарная расписка, которая, как правило, обращается в нескольких странах, обычно странах Европы. GDR представляет собой сертификат, выпущенный банком-депозитарием и удостоверяющий право его владельца пользоваться выгодами от депонированных в этом банке ценных бумаг иностранного эмитента. Одна GDR может быть эквивалентна одной акции, части акции, или нескольким акциям иностранной компании-эмитента.
Среди крупнейших эмитентов GDR JPMorgan Chase, Citigroup, Deutsche Bank, The Bank of New York Mellon.

## Сравнение с ADR
Глобальные депозитарные расписки выпускаются аналогично Американским депозитарным распискам с некоторыми дополнительными требованиями (например, требованием предоставлять отчётности в контролирующие органы стран, где они будут обращаться). Стоимость их размещения несколько дороже, явного преимущества не наблюдается. Поэтому GDR выпускаются реже, чем ADR.

## Преимущества операций с GDR

### Для инвесторов
- Позволяют покупать акции иностранных организаций.
- Упрощают заключение сделок и расчеты по иностранным акциям в сравнении с владением непосредственно такими акциями.
- Обычно так же ликвидны, как и лежащие в их основе акции.

### Для эмитентов
- Упрощают доступ к иностранным рынкам, давая возможность расширить базу инвесторов и облегчить мобилизацию капитала.
- Способствуют повышению ликвидности акций, лежащих в основе депозитарной расписки.
- Помогают увеличить популярность иностранной компании в США.
- Обеспечивают доступ к международным рынкам, давая возможность привлечь такие суммы, которые невозможно мобилизовать на каком-либо одном рынке.
- Способствуют повышению международной популярности неамериканской компании[3].